# Lâm Đan
Lâm Đan (tiếng Trung: 林丹; bính âm: Lín Dān; sinh 14 tháng 10 năm 1983 tại Long Nham, Phúc Kiến) là một cựu vận động viên cầu lông người Trung Quốc. Anh đã hai lần vô địch Thế vận hội, năm lần vô địch thế giới và 6 lần vô địch toàn Anh. Được công nhận rộng rãi là vận động viên cầu lông vĩ đại nhất mọi thời đại, ở tuổi 28 anh đã hoàn tất "Super Grand Slam", giành tất cả chín danh hiệu chính của cầu lông thế giới: Thế vận hội, giải cầu lông vô địch thế giới, cúp cầu lông thế giới, Thomas Cup, Sudirman Cup, Super Series Masters Finals, giải cầu lông toàn Anh, Đại hội Thể thao châu Á và giải cầu lông vô địch Châu Á. Anh là người duy nhất đạt được thành tích này.
Anh được người hâm mộ đặt biệt danh là "Đan Siêu Cấp" (超级丹)/"Super Dan".

## Cuộc sống cá nhân
Lúc nhỏ, Lâm Đan từng được bố mẹ khuyến khích học để trở thành nghệ sĩ piano. Tuy nhiên, thay vào đó anh lại chọn chơi cầu lông. Bắt đầu tập luyện khi mới chỉ năm tuổi, anh được phát hiện và nuôi dưỡng tài năng bởi Đội Thể thao Quân đội Giải phóng Nhân dân sau khi giành chiến thắng ở Giải Nhi đồng toàn quốc ở độ tuổi mười hai, và sau đó được điền tên vào danh sách Đội tuyển cầu lông Trung Quốc năm 2001 khi 18 tuổi.
Lâm Đan hẹn hò với Tạ Hạnh Phương (Xie Xingfang), người cũng từng là nhà vô địch thế giới, từ năm 2003. Họ đính hôn lặng lẽ vào ngày 13 tháng 12 năm 2010 ở Hải Châu, Quảng Châu. Tạ Hạnh Phương ban đầu từ chối nhưng sau đó nhận ra có những kết nối tình cảm với Lâm Đan, người đã phản ứng rất giận dữ khi bị công khai mối quan hệ của họ, trích dẫn lý do về quyền riêng tư cá nhân. Hai người kết hôn vào ngày 23/09/2012, lễ cưới được tổ chức ở Trường Đại học Kỹ thuật Bắc Kinh.
Lâm Đan có năm hình xăm nhìn thấy được ở kỳ Thế vận hội mùa hè năm 2012. Phía trên tay trái có hình thập tự giá, thể hiện tình yêu dành cho người bà theo đạo Thiên chúa. Năm ngôi sao ở phía dưới tay trái đại diện cho các giải Grand Slam mà anh đã giành chiến thắng. Hình xăm ở phía trên tay phải là dòng chữ "until the end of world", tên tiếng Anh của bài hát "世界が終るまでは..." trong bộ phim hoạt hình yêu thích của anh Slam Dunk. Hai chữ "F" ở phần dưới cánh tay phải là viết tắt của "Fang Fang" (Phương Phương), tên thân mật của người vợ Tạ Hạnh Phương, và viết tắt "LD" của tên anh được xăm ở phía sau cổ. Những hình xăm này trở thành chủ đề thảo luận do lý lịch quân đội và tôn giáo của anh. Anh thuận tay trái và dùng nó để phát triển sự nghiệp cầu lông của mình.
Ngày 17/10/2012, anh trở thành vận động viên cầu lông Trung Quốc đầu tiên nhận bằng thạc sĩ được cấp bởi Trường Đại học Hoa Kiều khi vẫn đang thi đấu. Tự truyện của anh có tiêu đề Until the End of the World, được phát hành sau khi anh bảo vệ thành công danh hiệu Olympic ở Thế vận hội mùa hè Luân Đôn 2012.

## Sự nghiệp cầu lông

### Thời niên thiếu
Lâm Đan được biết đến khi vô địch ở Giải cầu lông châu Á lứa tuổi thiếu niên năm 2000 ở cả nội dung đơn và đồng đội. Anh cũng là thành viên của đội cầu lông Trung Quốc vô địch Giải cầu lông thế giới lứa tuổi thiếu niên năm 2000 và lọt vào bán kết nội dung đơn nam.

### 2001 - 2003
Năm 2001 đánh dấu bước khởi đầu sự nghiệp cầu lông chuyên nghiệp của Lâm Đan. Trong trận chung kết đầu tiên, tại Giải cầu lông châu Á, anh bị đánh bại hoàn toàn bởi tay vợt đồng hương Xia Xuanze.
Năm 2002, Lâm Đan có danh hiệu đầu tiên ở giải Hàn Quốc mở rộng. Anh là thành viên đội Thomas Cup năm 2002 của Trung Quốc đã đánh bại Thụy Điển (5-0), Đan Mạch (3-2), và Hàn Quốc (4-1) để vào bán kết. Tuy nhiên, Lâm Đan không đánh trận bán kết với Malaysia, và chứng kiến đội Trung Quốc bị gục ngã với tỉ số 1-3. Lâm Đan tham gia vào bốn giải đấu khác mà không đi đến được chiến thắng. Anh bị loại ngay từ vòng một giải Singapore và Indonesia mở rộng, vòng hai giải Đan Mạch mở rộng, và vòng ba giải Trung Quốc mở rộng. Vào tháng mười, Lâm Đan thua trong trận bán kết Cuộc thi đồng đội châu Á, qua đó trực tiếp thổi bay hy vọng giành vàng của Trung Quốc.
Lâm Đan bắt đầu mùa giải 2003 với thất bại ở vòng ba giải Toàn Anh mở rộng. Anh vào đến trận chung kết sau đó trong năm ở giải Nhật Bản mở rộng nhưng một lần nữa bị đánh bại bởi Xia Xuanze. Lâm Đan sau đó có trận ra mắt Giải Vô địch Thế giới ở Birmingham, Anh. Anh nhanh chóng vượt qua Per-Henrik Croona và Przemyslaw Wacha ở hai vòng đấu đầu tiên, nhưng lại bị Xia Xuanze loại ở vòng ba. Sau giải thế giới, anh bị loại ở bán kết giải Singapore mở rộng, vào vòng ba giải Indonesia mở rộng và vòng hai giải Malaysia mở rộng. Tuy vậy, Lâm Đan kết thúc mùa giải một cách mạnh mẽ bằng việc giành giải Đan Mạch, Hồng Kông và Trung Quốc mở rộng, á quân giải Đức mở rộng.

### 2004
Lâm Đan khởi đầu năm 2004 tốt khi lần đầu tiên giành vị trí số một thế giới trong bảng xếp hạng của Liên đoàn Cầu lông Thế giới BWF vào tháng Hai. Anh giúp Trung Quốc giành chiến thắng trong vòng phân loại của Thomas Cup và sau đó vô địch giải Thụy Sĩ mở rộng. Anh giành danh hiệu Toàn Anh mở rộng lầu đầu khi đánh bại Peter Gade trong trận chung kết. Anh vào đến bán kết giải Nhật Bản mở rộng trước khi di chuyển đến Jakarta, Indonesia vào tháng năm để tham gia chiến dịch Thomas Cup.
Tại giải Thomas Cup, Lâm Đan giúp đội tuyển Trung Quốc khởi đầu thuận lợi khi lần lượt đánh bại tuyển Hoa Kỳ và đương kim vô địch Indonesia với tỉ số 5-0 để tiến vào tứ kết. Lâm Đan sau đó vượt qua Shoji Sato và Lee Huyn-il trong tứ kết và bán kết đối đầu với Nhật Bản và Hàn Quốc, các trận đầu đều kết thúc với tỉ số 3-0 nghiêng về Trung Quốc. Trong trận chung kết, anh đánh bại Peter Gade trong các trận liên tiếp mang lại lợi thế dẫn đầu cho Trung Quốc trước khi đội Trung Quốc cuối cùng giành thắng lợi với tỉ số 3-1. Trung Quốc qua đó có danh hiệu, chấm dứt cơn khát 14 năm ở các giải cầu lông..
Lâm Đan gặp trở ngại sau đó trong mùa giải 2004 khi bị hất cẳng ở tứ kết giải Malaysia mở rộng, sau đó được thông báo gặp chấn thương chân vào giữa tháng bảy, ngay trước thềm Thế vận hội mùa hè. Lâm Đan sụp đổ trong kỳ Thế vận hội đầu tiên của mình khi, với tư cách là hạt giống số một, anh bị loại sớm bởi Ronald Susilo của Singapore. Tuy vậy, Lâm Đan trở lại với ba danh hiệu ở các giải Đan Mạch, Đức và Trung Quốc mở rộng, kết thúc mùa giải khi vào đến bán kết giải Indonesia mở rộng.

### 2005
Lâm Đan duy trì vị trí số 1 thế giới trên bảng xếp hạng trong năm 2005, giành danh hiệu Đức và Hồng Kông mở rộng thứ hai, cũng như thắng lợi ở các giải Nhật Bản mở rộng, China Masters và Vô địch Thế giới. Anh cũng giúp tuyển Trung Quốc giành lại Sudirman Cup khi loại cả đương kim vô địch Hàn Quốc ở bán kết và Indonesia ở chung kết.
Lâm Đan thất bại trong việc bảo vệ danh hiệu Toàn Anh, anh thua đồng đội Chen Hong trong trận chung kết kéo dài 3 set, và bị đánh bại trong chung kết Malaysia mở rộng bởi một ngôi sao đang lên khác, Lee Chong Wei. Trong cố gắng giành danh hiệu thế giới đầu tiên tại Anaheim California, anh liên tiếp đánh bại Kennevic Asuncion, Shoji Sato, Lee Huyn-il và Peter Gade để tiến vào trận chung kết. Tại đây, anh bị đánh bại một cách thuyết phục bởi Taufik Hidayat. Anh cũng bị loại trong bán kết giải Singapore mở rộng và tứ kết Trung Quốc mở rộng.

### 2006
Lâm Đan khởi đầu mùa giải bằng việc vào đến bán kết Đức mở rộng, và có kết quả tương tự ở China Masters và Trung Quốc mở rộng. Anh thất bại ở giải Malaysia mở rộng vào tháng sáu, chứng kiến đối thủ Lee Chong Wei trình diễn xuất sắc để bảo vệ danh hiệu sau khi bị dẫn 13-20 trong set quyết định, anh cũng thất bại trước Taufik Hidayat ở chung kết Asian Games.
Tuy nhiên, Lâm Đan giành sáu danh hiệu đơn nam trong mùa giải. Anh lấy lại chức vô định Toàn Anh mở rộng, thắng giải Đài Loan mở rộng, Ma Cao mở rộng, Hồng Kông mở rộng, Nhật Bản mở rộng, và danh hiệu thế giới đầu tiên sau khi đánh bại tay vợt đồng hương Bào Xuân Lai trong trận chung kết.
Vào tháng năm, Lâm Đan và các đồng đội của anh đã kéo dài thời gian thống trị Thomas Cup của Trung Quốc, đánh bại Đan Mạch 3-0 để có danh hiệu thứ hai liên tiếp.

### 2007
Lâm Đan khởi đầu năm 2007 với một thất bại trước Park Sung-hwan của Hàn Quốc ở vòng 16 giải Malaysia mở rộng. Một tuần sau đó, anh giành danh hiệu tại giải Hàn Quốc mở rộng khi đánh bại đồng đội tại tuyển Trung Quốc Trần Kim trong trận chung kết.
Anh tiếp tục giành thắng lợi tại giải Đức mở rộng và sau đó là vô địch Toàn Anh thêm một lần nữa sau khi đánh bại đồng hương Trần Uất với các tỉ số 21-13, 21-12. Vào tháng sáu, Lâm Đan là thành viên tuyển Trung Quốc trong giải Sudirman Cup, tổ chức ở Glasgow, Scotland. Tuyển Trung Quốc giữ cúp sau khi thắng Indonesia 3-0 trong chung kết.
Vào cuối mùa giải, Lâm Đan đánh bại Wong Choong Hann của Malaysia và trở thành nhà vô địch của giải China Masters năm 2007. Tháng tám, Lâm Đan duy trì vị trí thống trị giải Vô địch Thế giới khi đánh bại Sony Dwi Kuncoro của Indonesia 21-11, 22-20 trong trận chung kết tổ chức ở Kuala Lumpur, Malaysia. Lâm Đan qua đó trở thành người đầu tiên vô địch thế giới liên tiếp kể từ sau Yang Yang.

### 2008
Lâm Đan khởi đầu với một thất bại tại giải Hàn Quốc mở rộng trước Lee Hyun-il. Đó là một trận đấu đầy tranh cãi khi Lâm Đan xô xát với huấn luyện viên Li Mao của Hàn Quốc sau một cuộc tranh cãi. Lâm Đan từ chối xin lỗi và không nhận án phạt nào từ Liên đoàn Cầu lông Thế giới (BWF) sau cuộc điều tra. Trong tháng ba, anh trải qua một thất bại khác trước đồng hương Trần Kim trong chung kết Toàn Anh mở rộng, theo đó truyền thông cáo buộc Lâm Đan cố ý thua để Trần Kim tăng điểm trong bảng xếp hạng phân loại Olympic. Tuần sau đó, Lâm Đan giành danh hiệu Thụy Sĩ mở rộng đầu tiên. Tại giải Vô địch châu Á, Lâm Đan một lần nữa bị cáo buộc giúp người đồng hương khi thất bại của anh trước Trần Kim trong bán kết giúp Trần Kim chắc suất đến Thế vận hội.
Ngày 10/4/2008, Lâm Đan lại dính đến một cuộc tranh cãi khác khi anh đấm huấn luyện viên Ji Xinpeng ngay trước các đồng đội và giới truyền thông trong giải đấu khởi động cho Thomas Cup. Sự việc được cho là xuất phát từ việc anh không hài lòng với sự sắp xếp đội hình xuất phát của Ji cho giải đấu. Cho dù việc này, Lâm Đan vẫn thành công trong mọi trận đấu tại giải Thomas Cup cho đến bán kết gặp Lee Chong Wei, và giúp Trung Quốc giành ba danh hiệu liên tiếp ở giải đấu này. Sau các chiến thắng dễ dàng trước Nigeria và Canada ở vòng bảng, Trung Quốc đánh bại Thái Lan ở tứ kết. Tuy Lâm Đan thất bại trước Lee Chong Wei ở bán kết, Trung Quốc vẫn vào được chung kết sau khi vượt qua Malaysia với tỉ số 3-2 và duy trì danh hiệu sau khi thắng Hàn Quốc 3-1.
Lâm Đan giành giải Thái Lan mở rộng, giải đấu cuối cùng trước Thế vận hội mùa hè 2008.
Tại Thế vận hội, anh đánh bại tay vợt Ng Wei của Hồng Kông ở vòng một, Park Sung-hwan ở vòng hai, và Peter Gade ở tứ kết. Sau đó, anh tiếp tục đánh bại đồng đội Trần Kim trong các set liên tục để tạo ra trận chung kết trong mơ với Lee Chong Wei. Tuy vậy, trận chung kết lại có diễn biến một chiều khi Lâm Đan đả bại Lee với tỉ số chênh lệch 21-12, 21-8 và trở thành tay vợt đơn nam đầu tiên giành huy chương vàng Olympic với tư cách hạt giống số một.
Mãi cho đến Trung Quốc mở rộng diễn ra vào tháng 11, Lâm Đan mới trở lại thi đấu và thắng Lee Chong Wei ở trận chung kết, trước khi thua Trần Kim một lần nữa tại giải Hồng Kông mở rộng. Lâm Đan đủ tư cách tham gia Masters Finals nhưng do sự rút lui của Trung Quốc, anh đã không tham dự giải.

### 2009
Vào tháng ba, Lâm Đan giành danh hiệu Toàn Anh thứ tư khi đánh bại Lee Chong Wei, trong lần xuất hiện đầu tiên kể từ tháng 11/2008, tuy nhiên lại thua chính đối thủ này trong chung kết Thụy Sĩ mở rộng một tuần sau đó.
Anh sau đó tham gia vào Sudirman Cup và giúp Trung Quốc có chiến thắng 5-0 trước Anh và một chiến thắng trắng nữa trước Nhật Bản và Indonesia. Trong bán kết, đó lại là một cuộc tái đấu giữa Lâm Đan và Lee Chong Wei của Malaysia, và Lâm Đan đã tiếp tục chiến thắng để thiết lập cuộc chạm trán với Hàn Quốc trong chung kết. Trong trận chung kết, Lâm Đan không gặp khó khăn nào để đánh bại Park Sung-hawn, giúp Trung Quốc bảo toàn danh hiệu lần thứ ba liên tiếp mà không thua một trận nào trước bất kỳ đối thủ nào trong giải.
Tháng sáu, Lâm Đan thất bại tại Indonesia mở rộng sau khi bị loại khỏi từ tứ kết. Đó là giải thứ hai mà anh thất bại, bên cạnh thất bại trước Choi Ho-jin của Hàn Quốc vào tháng 12 tại Đại hội Thể thao Đông Á.
Lâm Đan sau đó tiếp tục quét sạch các danh hiệu tại các giải mà anh tham gia vào giữa tháng tám và tháng mười một. Anh trở thành người đầu tiên 3 lần vô địch Thế giới tại Hyderabad, Telangana, Ấn Độ sau khi thắng Trần Kim tại chung kết.
Lâm Đan sau đó tiếp tục giành danh hiệu China Masters thứ tư và danh hiệu Pháp mở rộng đầu tiên. Anh khép lại mùa giải với danh hiệu Trung Quốc mở rộng trước khi di chuyển đến Hồng Kông thi đấu tại Đại hội Thể thao Đông Á.

### 2010
Lâm Đan khởi đầu mùa giải với thất bại trong việc bảo vệ danh hiệu tại Toàn Anh mở rộng khi thua ở tứ kết và bị loại ở một tứ kết khác tại Thụy Sĩ mở rộng. Anh chỉ giành danh hiệu đầu tiên của mùa giải ở giải Vô địch Cầu lông châu Á. Đây cũng là danh hiệu Vô địch châu Á đầu tiên của anh.
Lâm Đan có lần thứ 5 thi đấu ở Thomas Cup. Sau chiến thắng dễ dàng trước Peru, anh dành chiến thắng kép trước Park Sung-hwan của Hàn Quốc lần lượt trong vòng bảng và vòng tứ kết. Ở bán kết, anh loại Lee Chong Wei để giúp Trung Quốc tiến vào chung kết trước khi đánh bại Indonesia để có danh hiệu thứ tư liên tiếp.
Sau chiến thắng ở Thomas Cup, Lâm Đan tham dự giải Vô địch Thế giới ở Paris, Pháp. Anh thắng trận mở màn, và sau đó đánh bại Henri Hurskainen và Bào Xuân Lai ở vòng hai và vòng ba trước khi thất bại trước Park Sung-hwan ở tứ kết. Ngày sau đó còn chứng kiến đối thủ Lee Chong Wei bị loại khỏi giải. Lâm Đan trở lại khi giành chiến thắng ở China Masters, nhưng tiếp tục mùa giải thất vọng khi thua ở trận chung kết Nhật Bản mở rộng, và liên tục bị loại ở tứ kết Trung Quốc mở rộng và Hồng Kông mở rộng.

PHK vô địch Đức mở rộng 2011

Tuy vậy, Lâm Đan cũng giành được huy chương vàng đầu tiên ở Á Vận hội vào tháng 11 khi đánh bại Lee Chong Wei ở chung kết, qua đó trở thành tay vợt đầu tiên thắng tất cả các danh hiệu quan trọng ở châu Á trong môn cầu lông, ở cả nội dung đơn và đồng đội.

### 2011
Lâm Đan bắt đầu năm 2011 với việc rút lui khỏi giải Malaysia mở rộng ở tứ kết, đánh dấu lần rút lui thứ ba liên tiếp kể từ cuối năm 2010. Hành động này gây ra những chỉ trích chủ yếu từ Taufik Hidayat, người muốn Liên đoàn Cầu lông Thế giới điều tra. Mẹ của anh phủ nhận rằng anh cố ý bỏ cuộc và cho biết anh gặp chấn thương cổ tay. Tuy nhiên, anh trở lại để thắng giải cầu lông triệu đô đầu tiên, Hàn Quốc mở rộng khi đánh bại Lee Chong Wei ở chung kết. Sau đó anh cũng đánh bại đồng hương Trần Kim để giành danh hiệu ở Đức mở rộng.
Tuy vậy, hi vọng trở thành tay vợt đầu tiên dành năm danh hiệu Toàn Anh của Lâm Đan trong kỉ nguyên mở đã tan vỡ khi anh bị đánh bại bởi Lee Chong Wei ở trận chung kết. Anh sau đó lần thứ hai vô địch châu Á vào tháng tư trong ngày mà Trung Quốc giành hết cả năm danh hiệu. Lâm Đan giúp Trung Quốc có danh hiệu Sudirman Cup thứ tư liên tiếp vào tháng năm, đánh bại Đan Mạch 3-0 trong chung kết. Tháng sáu, Lâm Đan rút lui khỏi Singapore mở rộng vì đau dạ dày, khiến người hâm mộ ở nhà thi đấu chế nhạo. Chỉ vài ngày sau, anh bị đánh bại một cách bất ngờ bởi Sho Sasaki ở vòng hai Indonesia mở rộng.
Vào tháng tám, anh giành danh hiệu Vô địch Thế giới lần thứ tư sau khi đánh bại Lee Chong Wei ở chung kết tại Wembley Arena, nơi cũng sẽ tổ chức trận đánh tương tự ở Thế vận hội mùa hè 2012. Sự kiện này làm sụp đổ hy vọng của Lee về việc trở thành người Malaysia đầu tiên dành huy chương vàng trong các giải Vô địch Thế giới.
Tháng chín, anh bị loại ở bán kết China Masters, và rút lui khỏi bán kết Nhật Bản mở rộng. Việc này còn được tiếp nối với một cú sốc khác khi anh bị loại ở vòng hai Đan Mạch mở rộng bởi tay vợt Hồng Kông Wong Wing Ki, và bỏ cuộc ở bán kết Pháp mở rộng cho dù đang dẫn điểm, sự kiện được cho là do viêm móng tay. Đây là lần thứ sáu bỏ cuộc của anh trong mùa giải, nhiều đơn vị truyền thông nghi ngờ việc bỏ cuộc này là chiến lược để tuyển Trung Quốc có đủ hạn ngạch số vận động viên đơn nam tham dự Olympics 2012. Tuy vậy, Li Yongbo cho rằng việc rút lui của Lâm Đan không phải là một "món quà", điều này là vì BWF yêu cầu rằng các vận động viên top đầu bắt buộc phải tham gia vào một số giải đấu nhất định và Lâm Đan cần điều kiện tốt hơn để đến Olympics. Lâm Đan lên tiếng thất vọng rằng lịch thi đấu đỉnh cao là lý do anh phải bỏ cuộc nhiều lần trong mùa giải. Anh kết thúc ba giải cuối cùng với kết quả tốt, lần lượt dành danh hiệu Hồng Kông mở rộng và Trung Quốc mở rộng thứ năm, và danh hiệu Super Series Masters Finals đầu tiên trong sự nghiệp.

### 2012
Lâm Đan khởi đầu năm bằng thất bại trước Lee Chong Wei ở chung kết Hàn Quốc mở rộng, và thất bại ở vòng hai Malaysia mở rộng. Anh thắng danh hiệu Đức mở rộng thứ năm vào tháng ba và là danh hiệu đầu tiên của mùa giải. Anh sau đó thắng giải Toàn Anh mở rộng vào tháng ba, qua đó trở thành người đầu tiên trong 33 năm có được năm danh hiệu này. Tháng tư, Lâm Đan rút lui khỏi bán kết giải Vô địch cầu lông châu Á do chấn thương cổ tay, và động thái này cũng giúp người đồng hương Trần Kim bảo đảm vị trí dự Olympics.
Anh giúp Trung Quốc có danh hiệu Thomas Cup thứ năm liên tiếp mà không thua một trận nào anh thi đấu. Anh sau đó bị loại ở bán kết Thái Lan mở rộng, nơi mà anh đã than phiền về sự mệt mỏi của mình trước khi giải đấu khởi tranh.

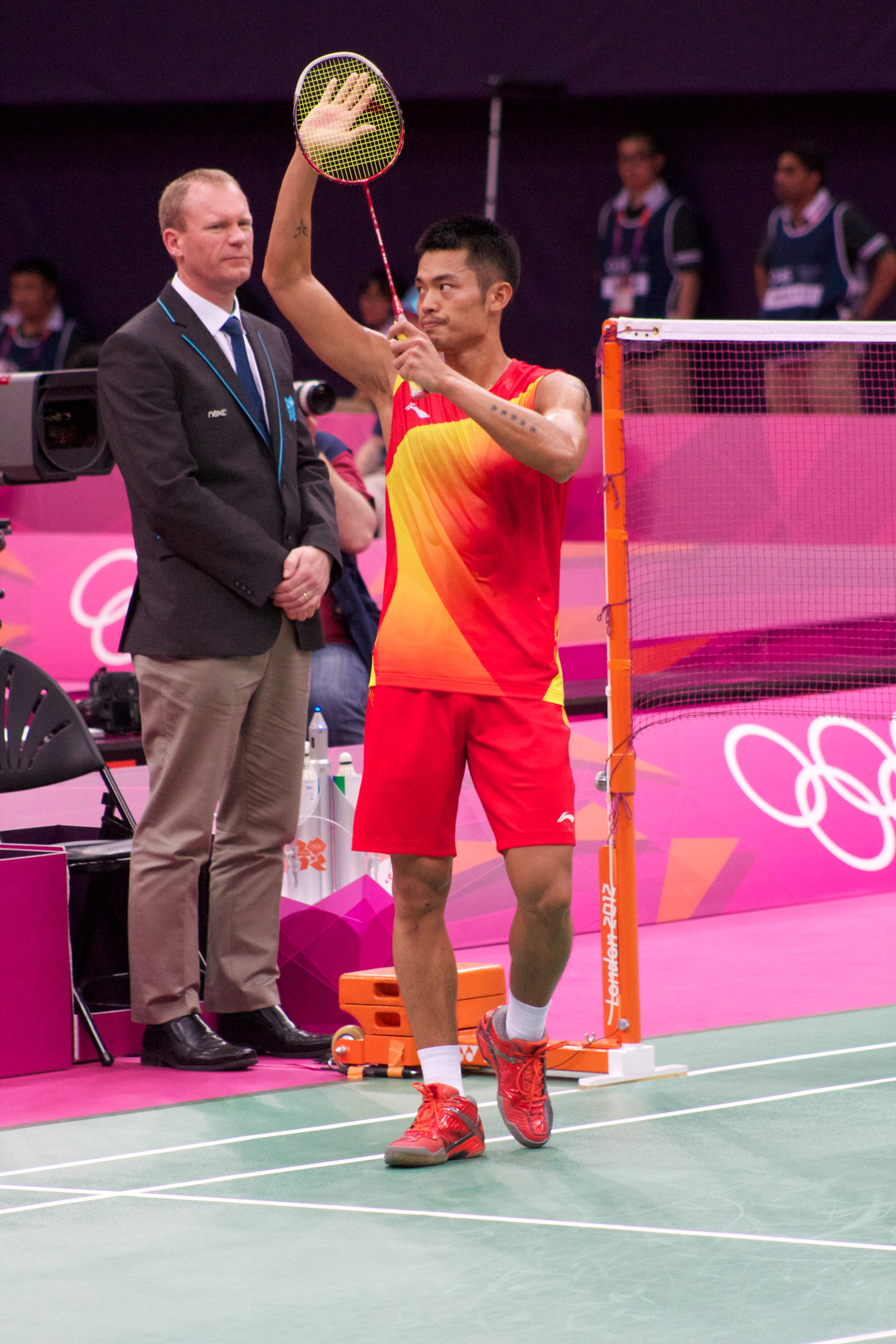
Lâm Đan ở Thế vận hội mùa hè 2012

Ở Thế vận hội mùa hè 2012, Lâm Đan dễ dàng vượt qua Scott Evans của Ireland, và thi đấu vượt trội trước Taufik Hidayat ở vòng hai. Ở tứ kết, tay vợt Nhật Bản Sho Sasaki suýt chút nữa đã loại được anh. Anh có một chiến thắng dễ khác trước Lee Hyun-il ở bán kết để tạo ra cuộc tái đấu với đối thủ Lee Chong Wei. Lặp lại trận chung kết năm 2008, Lâm Đan lần này thua set đầu tiên nhưng trở lại giành thắng lợi ở set hai. Set ba trở nên kịch tính khi Lâm Đan giành huy chương vàng một cách suýt soát, đánh bại Lee Chong Wei chỉ với hai điểm cách biệt cho dù Lee liên tiếp dẫn điểm trong hầu hết thời gian. Lâm Đan cũng trở thành tay vợt đơn nam đầu tiên bảo vệ thành công danh hiệu Olympic.

### 2013
Lâm Đan chỉ thi đấu giải duy nhất trong năm ở Giải Vô địch Cầu lông châu Á, giải đầu tiên kể từ Olympics Luân Đôn 2012. Anh chỉ vào đến vòng ba trước khi phải rút lui vì chấn thương. Lâm Đan cũng được trao vé đặc cách tham dự Vô địch Thế giới ở Quảng Châu, Trung Quốc nhờ vào năng lực và sự nổi tiếng của mình; cho dù xếp hạng thế giới của anh không đủ được tham dự. Anh cuối cùng biến việc được đặc cách thành danh hiệu thứ năm ở giải đấu, đánh bại đối thủ truyền kiếp Lee Chong Wei khi anh này bỏ cuộc. Tỷ số của trận chung kết này là 16-21, 21-13, 20-17. Tại đây Lee Chong Wei đã xin bỏ cuộc với lý do chấn thương sau khi Lâm Đan dồn lên ghi liền 4 điểm khi đang bị dẫn 16-17 và chỉ còn cách chiến thắng chung cuộc đúng một điểm.

### 2014
Sau sáu tháng vắng mặt, Lâm Đan, xếp hạng thứ 104 trên bảng xếp hạng thế giới, trở lại và giành danh hiệu China Masters và tiếp đó thắng giải Vô địch Cầu lông châu Á. Tuy vậy BWF không trao vé đặc cách tham dự Vô địch Thế giới 2014 như họ đã làm vào năm 2013. Do vậy, Lâm Đan không thể bảo vệ danh hiệu và chức vô địch đã thuộc về đồng đội ở tuyển Trung Quốc Chen Long. Lâm Đan là thành viên tuyển Trung Quốc tham dự Thomas Cup, nhưng vì thứ hạng thấp nên anh chỉ có thể thi đấu với tư cách là tay vợt đơn thứ ba khi Trung Quốc bị đánh bại bởi Nhật Bản ở bán kết.
Tháng sáu, Lâm Đan thất bại ở tứ kết Nhật Bản mở rộng. Sau đó, anh thắng giải Australia mở rộng, danh hiệu Super Series đầu tiên kể từ Toàn Anh mở rộng 2012. Tháng 11, Lâm Đan thất bại ở chung kết Trung Quốc mở rộng bởi Kidambi Srikanth từ Ấn Độ.

### 2015
Tháng tư, Lâm Đan vô địch đơn nam giải Vô địch Cầu lông châu Á ở Trung Quốc, bảo vệ danh hiệu anh đã giành được năm ngoái ở Hàn Quốc. Anh đánh bại người đồng hương Tian Houwei 21-19, 21-8 trong một trận đấu kéo dài 50 phút ở trung tâm thành phố Vũ Hán. Tháng năm, Lâm Đan đóng góp vao thắng lợi Sudirman Cup thứ 10 của Trung Quốc sau khi đánh bại Takuma Ueda một cách dễ dàng 21-15, 21-13 ở trận chung kết, cho dù vào thời điểm đó, thứ hạng của anh (2) thấp hơn người đồng đội Chen Long. Tháng chín, Lâm Đan thắng giải Nhật Bản mở rộng, danh hiệu Super Series đầu tiên trong năm của anh. Anh tạo ra một sự trở lại ấn tượng sau khi bị dẫn 3-11 ở set quyết định trận chung kết đơn nam đánh với Viktor Axelsen của Đan Mạch nhưng ngược dòng thắng lại với tỉ số 21-19, 16-21, 21-19 trong 1 giờ 18 phút.

### 2016
Tháng ba, Lâm Đan đánh bại Chou Tien-Chen để thâu tóm danh hiệu đơn nam thứ bảy ở Đức mở rộng. Hai đối thủ thi đấu quyết liệt vào đầu trận đấu, khi Lâm Đan bị Chou đánh bại 15-21 ở set đầu tiên.
Đúng một tuần sau chiến thắng ở chung kết Đức mở rộng, Lâm Đan có lại được danh hiệu Toàn Anh mở rộng ở Birmingham, Anh, đem lại chiến thắng thứ 6 cho anh ở giải này. Với phong độ ấn tượng, anh đánh bại người bạn ở tuyển Trung Quốc Tian Houwei 21-9, 21-10.
Tháng tư, Lâm Đan thắng tay vợt số 1 thế giới Chen Long ở các set với tỉ số 21-17 và 23-21 để nâng cao chức vô địch thứ sáu ở giải China Masters tại Giang Tô, Trung Quốc. Lâm Đan cho thấy sự vững vàng khi trở lại ở set hai đúng phong cách của một người hai lần vô địch Olympic, bị dẫn 11-16 nhưng cuối cùng không bị thua cuộc ở set hai.

## Các trận chung kết

### Vô địch (56)
| Năm  | Giải đấu                    | Đối thủ               | Tỷ số                |
| ---- | --------------------------- | --------------------- | -------------------- |
| 2002 | Hàn Quốc Mở Rộng            | Shon Seung-mo         | 1–7, 7–3, 7–3, 7–5   |
| 2003 | Đan Mạch Mở Rộng            | Trần Uất              | 15–4, 15–6           |
| 2003 | Hồng Kông Mở Rộng           | Boonsak Ponsana       | 15–4, 9–15, 15–8     |
| 2003 | Trung Quốc Mở Rộng          | Wong Choong Hann      | 17–16, 15–12         |
| 2004 | Thụy Sĩ Mở Rộng             | Bào Xuân Lai          | 15–12, 15–6          |
| 2004 | Toàn Anh Mở Rộng            | Peter Gade            | 9–15, 15–5, 15–8     |
| 2004 | Đan Mạch Mở Rộng (2)        | Hạ Huyên Trạch        | 15–12, 15–11         |
| 2004 | Đức Mở Rộng                 | Hạ Huyên Trạch        | 17–16, 15–9          |
| 2004 | Trung Quốc Mở Rộng (2)      | Bào Xuân Lai          | 15–11, 15–10         |
| 2005 | Đức Mở Rộng (2)             | Muhammad Hafiz Hashim | 15–8, 15–8           |
| 2005 | Nhật Bản Mở Rộng            | Trần Hoành            | 15–4, 2–0r           |
| 2005 | China Masters               | Bào Xuân Lai          | 15–6, 15–13          |
| 2005 | Hồng Kông Mở Rộng (2)       | Bào Xuân Lai          | 15–10, 15–4          |
| 2005 | Vô địch Thế giới            | Boonsak Ponsana       | 21–13, 21–11         |
| 2006 | Toàn Anh Mở Rộng (2)        | Lee Hyun-il           | 15–7, 15–7           |
| 2006 | Đài Loan Mở Rộng            | Lee Chong Wei         | 21–18, 12–21, 21–11  |
| 2006 | Ma Cao Mở Rộng              | Lee Chong Wei         | 21–18, 18–21, 21–18  |
| 2006 | Hồng Kông Mở Rộng (3)       | Lee Chong Wei         | 21–19, 8–21, 21–16   |
| 2006 | Vô địch thế giới            | Bào Xuân Lai          | 18–21, 21–17, 21–12  |
| 2006 | Nhật Bản Mở Rộng (2)        | Taufik Hidayat        | 16–21, 21–16, 21–3   |
| 2006 | Vô địch Thế giới (2)        | Trần Uất              | 21–19, 19–21, 21–17  |
| 2007 | Hàn Quốc Mở Rộng (2)        | Trần Kim              | 21–14, 21–19         |
| 2007 | Đức Mở Rộng (3)             | Trần Uất              | Walkover             |
| 2007 | Toàn Anh Mở Rộng (3)        | Trần Uất              | 21–13, 21–12         |
| 2007 | China Masters (2)           | Wong Choong Hann      | 21–19, 21–9          |
| 2007 | Vô địch thế giới (2)        | Sony Dwi Kuncoro      | 21–11, 22–20         |
| 2007 | Đan Mạch Mở Rộng (3)        | Bào Xuân Lai          | 21–15, 21–12         |
| 2007 | Hồng Kông Mở Rộng (4)       | Lee Chong Wei         | 9–21, 21–15, 21–15   |
| 2008 | Thụy Sĩ Mở Rộng (2)         | Lee Chong Wei         | 21–13, 21–18         |
| 2008 | Thailand Mở Rộng            | Boonsak Ponsana       | 17–21, 21–15, 21–13  |
| 2008 | Olympic Games               | Lee Chong Wei         | 21–12, 21–8          |
| 2008 | Trung Quốc Mở Rộng (3)      | Lee Chong Wei         | 21–18, 21–9          |
| 2009 | Toàn Anh Mở Rộng (4)        | Lee Chong Wei         | 21–19, 21–12         |
| 2009 | Vô địch thế giới (3)        | Trần Kim              | 21–18, 21–16         |
| 2009 | China Masters (3)           | Boonsak Ponsana       | 21–17, 21–17         |
| 2009 | Pháp Mở Rộng                | Taufik Hidayat        | 21–6, 21–15          |
| 2009 | Trung Quốc Mở Rộng (4)      | Jan Ø. Jørgensen      | 21–12, 21–12         |
| 2010 | Vô Địch Cầu Lông châu Á     | Vương Tĩnh Mính       | 21–17, 21–15         |
| 2010 | China Masters (4)           | Kham Long             | 21–15, 13–21, 21–14  |
| 2010 | Á Vận Hội                   | Lee Chong Wei         | 21–13, 15–21, 21–10  |
| 2011 | Hàn Quốc Mở Rộng (3)        | Lee Chong Wei         | 21–19, 14–21, 21–16  |
| 2011 | Đức Mở Rộng (4)             | Trần Kim              | 21–19, 21–11         |
| 2011 | Vô Địch Cầu Lông châu Á (2) | Bào Xuân Lai          | 21–19, 21–13         |
| 2011 | Vô địch thế giới (4)        | Lee Chong Wei         | 20–22, 21–14, 23–21  |
| 2011 | Hồng Kông Mở Rộng (5)       | Trần Kim              | 21–12, 21–19         |
| 2011 | Trung Quốc Mở Rộng (5)      | Kham Long             | 21–17, 26–24         |
| 2011 | Super Series Masters Finals | Kham Long             | 21–12, 21–16         |
| 2012 | Đức Mở Rộng (5)             | Simon Santoso         | 21–11, 21–11         |
| 2012 | Toàn Anh Mở Rộng (5)        | Lee Chong Wei         | 21–19, 6–2r          |
| 2012 | Olympic Games (2)           | Lee Chong Wei         | 15–21, 21–10, 21–19  |
| 2013 | Vô địch thế giới (5)        | Lee Chong Wei         | 16–21, 21–13, 20–17r |
| 2014 | China Masters (5)           | Tian Houwei           | 21–14, 21–9          |
| 2014 | Vô Địch Cầu Lông châu Á (3) | Sho Sasaki            | 14–21, 21–9, 21–15   |
| 2014 | Australian Mở Rộng          | Simon Santoso         | 22–24, 21–16, 21–7   |
| 2014 | Đài Loan Mở Rộng (2)        | Wang Zhengming        | 21–19, 21–14         |
| 2014 | Á Vận Hội (2)               | Chen Long             | 12–21, 21–16, 21–16  |
| 2016 | Toàn Anh mở rộng (6)        | Tian Houwei           | 21-9, 21-10          |

### Á quân (18)
| STT | Năm  | Giải đấu                      | Đối thủ ở trận chung kết | Tỉ số               |
| --- | ---- | ----------------------------- | ------------------------ | ------------------- |
| 1.  | 2001 | Asian Badminton Championships | Xia Xuanze               | 10–15, 9–15         |
| 2.  | 2001 | Đan Mạch Mở Rộng              | Bao Chunlai              | 5–7, 1–7, 0–7       |
| 3.  | 2003 | Nhật Bản Mở Rộng              | Xia Xuanze               | 12–15, 10–15        |
| 4.  | 2003 | Đức Mở Rộng                   | Lee Hyun-il              | 4–15, 4–15          |
| 5.  | 2005 | Toàn Anh Mở Rộng              | Chen Hong                | 15–8, 5–15, 2–15    |
| 6.  | 2005 | Malaysia Mở Rộng              | Lee Chong Wei            | 15–17, 15–9, 9–15   |
| 7.  | 2005 | Vô địch thế giới              | Taufik Hidayat           | 3–15, 7–15          |
| 8.  | 2006 | Malaysia Mở Rộng (2)          | Lee Chong Wei            | 18–21, 21–18, 21–23 |
| 9.  | 2006 | Á Vận Hội                     | Taufik Hidayat           | 15–21, 20–22        |
| 10. | 2008 | Hàn Quốc Mở Rộng              | Lee Hyun-il              | 21–4, 21–23, 23–25  |
| 11. | 2008 | Toàn Anh Mở Rộng (2)          | Chen Jin                 | 20–22, 23–25        |
| 12. | 2008 | Hồng Kông Mở Rộng             | Chen Jin                 | 9–21, 21–9, 17–21   |
| 13. | 2009 | Thụy Sĩ Mở Rộng               | Lee Chong Wei            | 16–21, 16–21        |
| 14. | 2009 | East Á Vận Hội                | Choi Ho-jin              | 20–22, 17–21        |
| 15. | 2010 | Nhật Bản Mở Rộng (2)          | Lee Chong Wei            | 20–22, 21–16, 17–21 |
| 16. | 2011 | Toàn Anh Mở Rộng (3)          | Lee Chong Wei            | 17–21, 17–21        |
| 17. | 2011 | Singapore Mở Rộng             | Chen Jin                 | Walkover            |
| 18. | 2012 | Hàn Quốc Mở Rộng (2)          | Lee Chong Wei            | 21–12, 18–21, 14–21 |